# Kod amidže Idriza
Kod amidže Idriza je igrani film bosanskohercegovačkog redatelja Pjera Žalice iz 2004.

## Radnja
Radnja filma smještena je u poratnoj Bosni. Dolazak Fuketa (Fuad), Idrizovog nećaka, mijenja svakodnevicu Idriza i Sabire (bračnog para koji je u ratu izgubio sina, i potom se otuđio od njegove žene i svoje unuke).

### Likovi
- Fuke - Senad Bašić
- Idriz - Mustafa Nadarević
- Sabira - Semka Sokolović-Bertok
- Ekrem - Emir Hadžihafizbegović

## Vanjske poveznice
- Kod amidže Idriza u internetskoj bazi filmova IMDb-a